# TII Group
TII Group Gmbh est un groupe industriel allemand spécialisé dans la fabrication de remorques routières et industrielles pour les transports exceptionnels. Avec ses 4 marques filiales, il revendique la première place mondiale de cette spécialité.

## Structure et activités
Le groupe TII créé en 1995 comprend plusieurs entreprises spécialisées qui ont été créées au XIXe siècle :

### Nicolas SAS
C'est une entreprise française, créée en 1855 pour fabriquer les premiers véhicules de transport agricoles qui a connu de grandes évolutions :
- 1884 - dépôt d'un brevet pour des roues renforcées
- 1939 - première remorque pour marchandises industrielles,
- 1951 - première remorque surbaissée pour transporter un engin de chantier
- 1965 - premier transporteur modulaire à 6 essieux avec col de cygne,
- 1973 - premier transporteur couplable latéralement pouvant transporter une charge de 150 tonnes,
- 1979 - premier camion spécial pour tracter des charges lourdes, le Tractomas,
- 1995 - la société Nicolas est rachetée par le sénateur allemand Otto Rettenmaier qui crée le groupe TII.

### Scheuerle Gmbh
En 1869, Christian Scheuerle achète une forge dans sa bourgade de Pfedelbach, en Allemagne.
- 1937 - Le petit fils Willy, fonde la société Willy Scheuerle Fahrzeugfabrik et fabrique les premiers véhicules lourds,
- 1949 - dépôt d'un brevet pour un essieu rétractable avec direction intégrale,
- 1950 - commande de 200 remorques surbaissées par les armées d'occupation alliées,
- 1956 - développement de l'essieu pendulaire hydraulique,
- 1988 - la société Scheuerle Fahrzeugfabrik GmbH est rachetée par le sénateur allemand Otto Rettenmaier,

### KAMAG Gmbh
- 1971 - Franz Xaver Kögel et Karl Weinmann créent la société Karldorsfer Maschinenbau Geselishaft - KAMAG GmbH, et installe ses ateliers à Ulm pour produire le premier transporteur de section de navire à 7 essieux hydrostatiques. 30 exemplaires seront fabriqués durant les 3 années suivantes,
- 1975 - premier transporteur couplable pour des charges de 400 tonnes,
- 1979 - comme son concurrent italien Cometto, commande d'un transporteur pour les navettes de la NASA,
- 1996 - premier transporteur monobloc pour une charge de 600 tonnes sur une plateforme de 150 m² et 96 roues,
- 2004 - la société KAMAG GmbH est rachetée par le sénateur allemand Otto Rettenmaier,

### TIIGER Ltd
TIIGER (ou TII India) est la filiale indienne de TII Group, propose deux gammes de produits conçus en Allemagne et fabriqués en Inde :
- véhicules modulaires pour le transport routier,
- véhicules compacts pour le transport routier, semi-remorques compactes fixes et télescopiques pour transports exceptionnels sur routes ouvertes,